# Tignall
Tignall é uma cidade  localizada no estado americano de Geórgia, no Condado de Wilkes.

## Demografia
Segundo o censo americano de 2000, a sua população era de 653 habitantes.
Em 2006, foi estimada uma população de 641, um decréscimo de 12 (-1.8%).

## Geografia
De acordo com o United States Census Bureau tem uma área de
7,4 km², dos quais 7,4 km² cobertos por terra e 0,0 km² cobertos por água. Tignall localiza-se a aproximadamente 180 m acima do nível do mar.

## Localidades na vizinhança
O diagrama seguinte representa as localidades num raio de 32 km ao redor de Tignall.